# New Year’s Eve Live
New Year’s Eve Live with Anderson Cooper and Kathy Griffin – doroczny program emitowany na antenach CNN i CNN International. Transmitowany jest na żywo z nowojorskiej Times Square w noc sylwestrową.

## Tło
Pierwsze wydanie programu nadane zostało w 2001 roku, kiedy na Times Square znajdowali się korespondenci CNN. Jednak już rok później stacja zdecydowała o umieszczeniu swojego studia na ulicy i bezpośredniej transmisji. Prowadzącym od tamtego czasu pozostaje Anderson Cooper. Oryginalnie emisja trwała 30 minut, po czym została przedłużona do 90, a w końcu, od 2006 roku, wynosi 2 godziny.
Program skupia się przede wszystkim na przywitaniu Nowego Roku w Nowym Jorku, jednak zawiera również relacje korespondentów z innych miast świata oraz samych Stanów Zjednoczonych.
Anderson Cooper jest głównym prowadzącym programu, natomiast Kathy Griffin znajduje się bezpośrednio na Times Square, gdzie m.in. rozmawia z zebranymi ludźmi.